# Music Canada

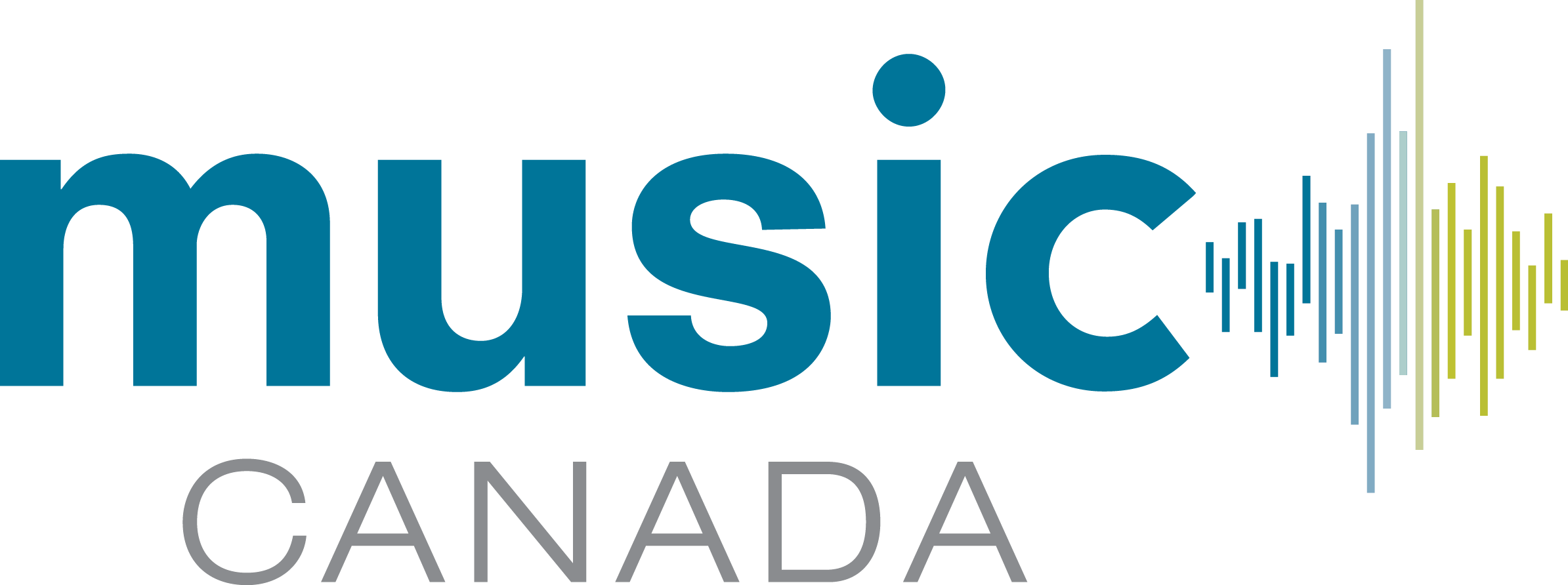
Logotip.

Music Canada (coneguda per la seva abreviatura MC; anteriorment Canadian Recording Industry Association) és una organització sense ànim de lucre fundada el 1964 per a representar els interessos de les companyies canadenques productores i distribuïdores de fonogrames. Music Canada està governada per una junta directiva triada anualment pels executius principals de les companyies que en són membres. La junta s'encarrega d'establir i triar als agents de l'associació. L'oficina matriu de la CRIA es troba a la ciutat de Toronto, Canadà així com el president de temps complet i el director d'operacions anti-pirateria.

## Serveis
Music Canada, igual que la IFPI s'encarrega d'atacar i combatre la pirateria al Canadà; a més és l'òrgan oficial que assigna els codis ISRC, que són aquells codis propis de cada fonograma, també s'encarrega d'atorgar les certificacions de vendes discogràfiques (or i platí) i a més ofereix estadístiques sobre les vendes i distribució de fonogrames.

### Anti-pirateria
Music Canada manté una unitat de temps complet contra la pirateria sota la direcció del seu consell el qual manté un contacte molt estret amb les companyies discogràfiques que són membres de l'associació. A més com a estratègies contra la pirateria duen a terme uns seminaris d'educació anti-pirateria i monitora internet cercant infraccions en línia. A més compta amb investigadors regionals que monitoren la disponibilitat de mercaderia sospitosa de ser pirata fent les recerques corresponents per demostrar la legitimitat del producte. També compta amb una línia telefònica i correu electrònic per a la denúncia d'infraccions de pirateria.

### Certificacions per vendes discogràfiques
Music Canada s'encarrega d'atorgar les certificacions per vendes de discos a Canadà, depenent del tipus de fonograma i del volum de vendes MC atorga tres premis: disc d'or, disc de platí (que poden arribar a ser fins a nou per un disc abans de convertir-se en diamant) i disc de diamant, a continuació es llisten els requisits per a la certificació, la xifra en nombres expressa la quantitat d'exemplars venuts:
| Premi           | Àlbum   | Senzill físic | Descàrrega digital | Master Ringtone | Vídeo/DVD |
| --------------- | ------- | ------------- | ------------------ | --------------- | --------- |
| Disc d'or       | 40.000  | 5.000         | 20.000             | 20.000          | 5.000     |
| Disc de platí   | 80.000  | 10.000        | 40.000             | 40.000          | 10.000    |
| Disc de diamant | 800.000 | 100.000       | 400.000            | 400.000         | 100.000   |